# 1577
1577 је била проста година.

## Рођења

### Август
- 25. новембар — Пит Питерзон Хајн, холандски морнарски официр († 1629)